# تصويت إجباري

لديها قوانين تصويت إجباري، ويتم تطبيقها.
لديها قوانين تصويت إجباري، ولكن لا يتم تطبيقها.
لديها قوانين تصويت إجباري، ويتم تطبيقها (للرجال فقط).
لديها قوانين تصويت إجباري، ولكن لا يتم تطبيقها (للرجال فقط).
سابقا: كان لديها قوانين تصويت إجباري في الماضي.

التصويت الإجباري هو نظام يتم فيه إلزام الناخبين بالتصويت في الانتخابات أو الحضور لمكان الاقتراع في يوم التصويت. إذا لم يحضر الناخب المؤهل لمكان الاقتراع، فربما يتعرض لعقوبات تأديبية مثل الغرامات أو خدمة المجتمع أو ربما الحبس في حال عدم دفع الغرامات أو عدم القيام بتنفيذ خدمة المجتمع.

## تاريخه
أقرت الديموقراطية الأثينية بأن من واجب كل مواطن المشاركة في صنع القرار، لكن حضور الاجتماعات كان قراراً طوعياً. أحيانا كان هناك شكل من أشكال الازدراء الاجتماعي لأولئك الذين لا يشاركون. على سبيل المثال، تُظهر ملهاة الأخارنيون لمؤلفها أريستوفان (17-22) في القرن الخامس قبل الميلاد عبيدا مملوكين للحكومة يقومون بتحريك قطيع من المواطنين من الأغورا (ساحة عامة) إلى داخل مكان تجمع المجلس باستخدام حبل ملطخ بالأحمر. ويتم تغريم أولئك الذين تتلطخ ملابسهم بالأحمر.

## حجج لصالح التصويت الإجباري
يضمن التصويت الإجباري مشاركة أكبر من الناخبين. هذا يعني أن المرشح أو الحزب المنتصر يمثل بشكل واضح أغلبية السكان، وليس فقط أولئك الأفراد المهتمون بالسياسة والذين سيقومون بالتصويت بدون إجبار. هذا يساهم في ضمان أن لا تهمل الحكومة فئات المجتمع الأقل نشاطا من الناحية السياسية. ويشير المعلق السياسي جوناثان ليفين إلى أن القادة السياسيين الذين ينتصرون في الانتخابات تحت نظام تصويت إجباري يمكنهم إدعاء قدر أكبر من الشرعية السياسية من أولئك من نظرائهم الذين ينتصرون في انتخابات لا تطبق التصويت الإجباري والتي يقل فيها إقبال الناخبين على التصويت.
كما أن للتصويت اللإجباري فائدة أخرى مهمة، فهو يزيل العقبات التي قد تعترض الناخبين. وهو نفس السبب الذي وضع لأجله التصويت السري، وهو منع أي تدخل أو تشويش على رغبات الناخبين، فإجبار الناخبين على التوجه لأماكن الاقتراع يخفف من أثر العوامل الخارجية التي قد تعيق الناخب عن التصويت، مثل الطقس أو وسائل النقل أو تقييد أرباب العمل. إن كان الجميع سيقوم بالتصويت، فهذا سيسهل التعرف على معوقات التصويت واتخاذ الخطوات اللازمة لإزالتها. فهو إجراء لمنع حرمان الفئات الأقل حظا في المجتمع من حقوقها. تقيم الدول التي تطبق نظام التصويت الإجباري انتخاباتها في يوم سبت أو أحد، كما يتضح في دول مثل أستراليا، وذلك من أجل إتاحة الفرصة للعاملين للتصويت. ويمكن للأشخاص الذين لا يستطيعون التصويت في يوم الانتحابات أن يقوموا بالتصويت عن طريق البريد أو عن طريق التصويت المبكر، كما يتم توفير كبائن تصويت متنقلة لزيارة دور العجزة والمستشفيات لخدمة المواطنين الذين يعجزون عن الحركة.
إذا كان الناخب لا يرغب بانتخاب أي من الخيارات المتوفرة، فيمكنه تقديم ورقة اقتراعه فارغة، أو غير صالحة لقراءة النتائج. وفقا لمناصري نظام التصويت الإجباري، فإن هذا أفضل من عدم التصويت لأنه ينفي احتمالية أن يكون الشخص تم تهديده أو منعه من التصويت. بعض السلطات تتيح للناخب أن يختار «لا أحد مما سبق» إن كان لا يدعم أي من المرشحين، وذلك لإظهار امتعاضه من قائمة المرشحين بدلا من التعامل بلامبالاة مع العملية الانتخابية برمتها.
وقد يشجع التصويت الإجباري الناخبين على البحث ودراسة مواقف المرشحين السياسية بشكل أكثر دقة. بحكم أنهم سيصوتون على أية حال، فربما يدفعهم هذا لاهتمام بطبيعة المرشحين السياسيين الذين سيمنحونهم أصواتهم، بدلا من عدم المشاركة. وهذا يعني أن على المرشحين طلب ود جمهور أوسع، بدلا من جزء صغير من المجتمع.
ينتج عن هذا أيضا، أنه يصبح من الصعب على الجماعات المتطرفة أو الجماعات المصلحية الخاصة الوصول إلى سدة الحكم، أو أن يؤثروا على المرشحين ذوي الاتجاه المعتدل والسائد. تحت نظام لا يجبر على التصويت، فإن تصويت عدد أقل من الناس يعني أن من السهل على الجماعات المصلحية أو جماعات الضعط السياسي تحفيز جزء صغير من المجتمع للتصويت لمرشح معين، وبالتالي قد يتحكمون بنتيجة العملية السياسية. بينما نجد أن نتيجة الانتخابات عندما يكون التصويت إجباريا تعكس رغبة الشعب بشكل أكبر (من أريد أن يكون قائد البلد؟) وذلك بدلا من أن تكون الانتخابات سباقا حول من يستطيع إقناع الناس بالتفرغ للتصويت (هل أرغب أصلا أن أصوت اليوم؟).
وفقا للمنظر السياسي أريند ليبهارتز، فإن هناك معلومات تشير إلى أن التصويت الإجباري يزيد معدل المشاركة في الانتخابات الوطنية بنسبة 7-12%، وبمعدل أعلى في الانتخابات المحلية وانتخابات البرلمان الأوروبي. وكانت الزيادة في معدل المشاركة موجودة حتى في الدول التي تكون فيها الإجراءات التأديبية بسيطة جدا. ويشير ليبهارتز إلى أن وجود واجبات مدنية أخرى مثل دفع الضرائب، والالتحاق بالمدرسة، وفي بعض الديموقراطيات التجنيد العسكري والمشاركة في هيئات المحلفين. وكل هذه الالتزامات تتطلب وقتا وجهدا أكثر بكثير من التصويت، ولهذا فإن التصويت الإجباري يشكل انتهاكا بسيطا للغاية للحريات الشخصية بالمقارنة بنشاطات أخرى كثيرة.
وذكر ليبهارتز ميزات أخرى للتصويت الإيجابي بالإضافة إلى زيادة أعداد الناخبين. أولا، زيادة معدل المشاركة قد يكون محفزا للمشاركة والاهتمام بنشاطات سياسية أخرى. ثانيا، يقل دور المال في الحملات الانتخابية، فلا حاجة لجمع تبرعات مالية كبيرة من أجل إقناع الناخبين بالتصويت. ثالثا، يلعب التصويت الإجباري دورا تعليميا ويقوم بالتحفيز للمشاركة السياسية، مما يخلق شعبا أكثر اطلاعا. رابعا، معدلات المشاركة المرتفعة تقلل من خطورة عدم الاستقرار السياسي الذي قد تسببه الأزمات أو يسببه القادة السياسيين الخطيرين أصحاب الكاريزما.

## حجج ضد التصويت الإجباري
أي نوع من الإجبار يؤثر على حرية الفرد، كما أن تغريم من لا يقوم بالتصويت يؤثر أيضا في قرار أي ناخب آخر لم يكن ينوي التصويت.
يمكن اعتبار التصويت حقاً مدنياً، بدلاً من كونه واجباً مدنياً. وإذا كان من حق المواطنين التمتع بحقوقهم المدنية (حرية التعبير، الزواج..الخ) فهذا لا يعني أنهم مجبرون على ممارستها. كما يمكن أن ينتهك التصويت الإجباري حقوقا أخرى. فمثلا، معظم شهود يهوه وكذلك أتباع طائفة إخوة في المسيح Christadelphians يؤمنون بعدم المشاركة في الأحداث السياسية. وإجبارهم على التصويت ينتهك حقهم في ممارسة الشعائر الدينية. تعفي بعض الدول التي تطبق التصويت الإجباري شهود يهوه من التصويت على هذا الأساس. لكن لو تم إجبارهم على الذهاب لأماكن الاقتراع، فإبمكانهم تقديم ورقة اقتراع فارغة أو غير صالحة.
إحدى الحجج الأخرى ضد التصويت الإجباري (وهي سائدة بين باحثي القانون في الولايات المتحدة) هي أن التصويت الإجباري في جوهره هو نوع من التعبير الإجباري، وهو ما ينتهك حرية التعبير لأن الحرية التي يملكها المرء في التحدث، تتضمن بالضرورة حرية أن يختار الصمت.
البعض لا يدعم فكرة التصويت الإجباري، بالذات إذا لم يكن لديهم أي اهتمام بالسياسة أو معرفة بالمرشحين. بينما قد يوجد آخرون مطلعون جيدا، لكن ليس لديهم تفضيل معين لأحد المرشحين، وليس لديهم الرغبة في دعم النظام السياسي الحالي. في المناطق التي يطبق فيها التصويت الإجباري، هولاء ربما يصوتون بشكل عشوائي من أجل الإيفاء بمتطلبات القانون، وهو ما يسمى بـ «تصويت الحمار»، والذي قد يشكل ما نسبته 1-2% من مجمل الأصوات وقد يؤثر في العملية الانتخابية. وربما أيضا يقوم المواطنون بالتصويت بدون أي معرفة بالمرشحين، أو تشويه أوراق اقتراعهم بشكل متعمد لإبطاء عملية الاقتراع أو تعطيل الانتخابات.
بينما يوجد معارضون للتصويت الإجباري على أساس مبادئ معينة. مثلا، بعضهم يؤمن بأن العملية السياسية بطبيعتها فاسدة وعنيفة، ويفضلون التقليل من مشاركتهم الشخصية في الأمر. ولو اتبع المرء نظرة موري روثبرد للدولة على أنها «عصابة من اللصوص لكن على مستوى كبير» فإن التصويت الإجباري يصبح شكلا من أشكال التجنيد اللإلزامي لهذه العصابة الأكبر، التي تحمل الأسلحة الأقوى.
يرى مناصري التصويت الطوعي أن معدل المشاركة المنخفض في الانتحابات الطوعية ليس بالضرورة تعبير عن استياء الناخب أو لا مبالاته بالسياسة. بل قد تعبر عن رغبة الناخب السياسية، والتي تدل على رضاه عن الإدارة الحالية. قائد المعارضة الأسترالي السابق مارك ليثم حث الأستراليين على التصويت بأوراق اقتراع فارغة في انتخابات 2010. حيث صرح بأن الحكومة لا يجدر بها إجبار المواطنين على التصويت أو تهديدهم بالغرامات.

## حسب الدول

### تاريخياً
- الولايات المتحدة، ولاية جورجيا في 1777 (قبل دستور 1787 بعشر سنوات):

}}
- النمسا: تم سنه في 1924 وتطبيقه في انتخابات 1925 الرئاسية.
- هولندا: تم سنه في 1917 إلى جانب حق الاقتراع للجميع، وألغي في 1970.
- إسبانيا: 1907–1923 لكن لم يكن يطبق.
- فينزويلا: تم إلغاءه في 1993.[7]
- تشيلي: تم حذفه من الدستور واستبداله بالتصويت الطوعي في 2009، تم تنظيم التصويت الطوعي وتطبيقه في 2012، جميع المواطنين المؤهلين وأعمارهم فوق 17 يتم ضمهم لقوائم الناخبين آليا (فقط أولئك الذين فوق الثامن عشرة يوم الانتخابات يمكنهم التصويت).[8]

### الوقت الحاضر
حاليا، هناك 23 دولة فيها قوانين للتصويت الإجباري. من بينها، عشر دول فقط (ومقاطعة سويسرية واحدة) تقوم بتفعيل هذه القوانين. من بين دول الثلاثين في منظمة التعاون والتنمية الاقتصادية، عشر منها كان فيها تصويت إجباري.

#### دول تطبق القانون
هناك عشر دول تطبق قوانين التصويت الإجباري:
- الأرجنتين: إجباري للمواطنين بين 18 و70 عاما، وغير إجباري لمن هم فوق السبعين. (لكن في الانتخابات التمهيدية، يمكن للمواطنين تحت سن السبعين رفض التصويت إذا قاموا بإبلاغ السلطات الانتخابية قبل 48 ساعة على الأقل من الانتخابات). وهذا يعفيهم فقط من الانتخابات مرة واحدة ويجب أن يكرروا الطلب كل مرة مع أية انتخابات أخرى).
- أستراليا: إجباري لكل البالغين المؤهلين (18 فما فوق) بأن يقوموا بالتسجيل لقوائم الناخبين، وحضور أماكن الاقتراع يوم الانتخابات، وتسجيل حضورهم، واستلام ورقة اقتراع والدخول بها في إلى كابينة الاقتراع، واختيار أحد المرشحين، ثم طويها ووضعها في صندوق الاقتراع. بسبب سرية الاقتراع، لا يمكن معرفة ما إذا كان الناخب قد أكمل هذه الإجراءات قبل وضع ورقته في صندوق الاقتراع. في بعض الولايات، انتخابات المجالس المحلية هي إجبارية أيضا.[11]
- البرازيل:[12] إجباري للمواطنين بين سن 18 و70 عاما. وغير إجباري لغير المسجلين بين سن 16 و17. ويمكن بسهولة تعبئة استمارة اعتذار في مراكز *الاقتراع ومكاتب البريد. جمهورية الكونغو الديموقراطية.
- الإكوادور: إجباري للمواطنين بين 18 و65 عاما، وغير أجباري للمواطنين في سن 16-18 عاما، والأميين، ومن هم فوق 65 عاما.
- لوكسمبورغ: إجبارية فقط للانتخابات الإقليمية، ولأولئك الذين قاموا بالتسجيل. ناورو.
- البيرو:[13] إجباري للمواطنين بين 18 و70 عاما، وغير إجباري لمن هم فوق السبعين.
- سنغافورة: إجباري للمواطنين البالغين 21 عاما في 1 يناير من سنة الانتخابات.
- الأوروغواي.

هناك منطقة إدارية واحدة سويسرية تطبق التصويت الإجباري:
- شافهاوزن.

#### دول لا تطبق القانون
الدول التي تملك قوانين للتصويت الإجباري لكن لا تطبقها:
- بلجيكا: إجباري للمواطنين فوق 18 سنة، توجد عقوبات قانونية لكنها غير مطبقة منذ 2003.[14][15]
- بوليفيا.
- كوستاريكا.
- جمهورية الدومينيك: أفراد الجيش والشرطة لا يمكنهم التصويت.
- مصر: أفراد الجيش والشرطة لا يمكنهم التصويت.
- لبنان: للرجال فقط.
- ليبيا: إجباري نظريا.
- المكسيك.
- باناما.
- الباراغواي: إجباري للمواطنين بين 18 و75 عاما. وغير إجباري لمن هم فوق 75 سنة.
- تايلند.
- تركيا.

## إجراءات للتشجيع على التصويت
برغم من وجود التصويت الإجباري في بعض الدول، إلا أن عقوبات التخلف عن التصويت لا تطبق دائما وبشكل صارم. في أستراليا والبرازيل، من المقبول تقديم عذر لعدم التصويت (مثل المرض أو التواجد خارج البلد). أما في الأرجنتين، فيتم إعفاء من كان مريضا يوم الاقتراع من التصويت، أو من كان على بعد 500 كلم أو أكثر من أقرب مركز اقتراع، وذلك بتقديم عذر طبي موقع من طبيب في الحالة الأولى، أو شهادة من أقرب مركز شرطة في الحالة الثانية. يمكن للناخبين البلجيكيين التصويت في سفارات الدولة في الخارج، أو توكيل ناخب آخر لينوب عنهم في التصويت، لتحقيق ذلك يجب أن يوفر الناخب ورقة «إذن بالتصويت» ويجب أن يحمل معه بطاقة الهوية الخاصة به وبطاقة الموكل في مراكز الاقتراع.
الدول التي تغرم من يتخلف عن التصويت، عادة ما تفعل ذلك بغرامات صغيرة أو عقوبات رمزية. لكن الجزاءات ليست محدودة بالغرامات والعقوبات القانونية. فقد يتعرض الناخب البلجيكي الذي لا يقوم بالتصويت بشكل متكرر إلى حرمانه من حق التصويت. بينما في سنغافورة، يتم حرمان الناخب الذي لم يصوت في الانتخابات العامة أو الرئاسية من حق التصويت، ولا يمنح له الحق مرة أخرى إلا بدفع غرامة أو تقديم سبب مقنع. في البيرو واليونان، قد يحرم الناخب الذي لا يقوم بالتصويت من الخدمات والبضائع التي تقدمها الجهات الحكومية. في البرازيل، يحرم من يتخلف عن التصويت من إصدار جواز سفر إلى أن يقوم بالتصويت في آخر عمليتي انتخاب. في بوليفيا، قد يحرم من يتخلف عن التصويت من سحب مرتبه من البنك لمدة ثلاثة أشهر.
في تركيا، ووفقا لقانون أقره البرلمان في 1986، يغرم الناخب المؤهل للتصويت في حال تخلفه عن التصويت بغرامة 5 ليرات تركية (حوالي 3 دولارت أمريكية).
يرى البعض أنه بالإمكان تحفيز الناخبين بدون معاقبة الفقراء، وذلك عن طريق حافز مالي للتصويت (عشرين جنيه استرليني مثلا، أو الحصول على بطاقة يانصيب مجانية).